# Usina Hidrelétrica Três Irmãos
A Usina Hidrelétrica de Três Irmãos localiza-se no Município de Pereira Barreto, estado de São Paulo.

## Características
Localizada no Rio Tietê, a 28 km da confluência com o Rio Paraná, possui cinco unidades geradoras com turbinas Francis que geram até 807,50 MW, a partir de um desnível máximo de 42 m.
Seu lago, que acumula águas uma área de captação de 69.900 KM2, inunda uma área máxima de 785 km². Seu nível máximo operacional é de 328 m acima do nível do mar e seu nível mínimo operacional é de 323 m acima do nível do mar.
A primeira unidade geradora entrou em operação em novembro de 1993 e a quinta, em janeiro de 1999. A usina também permitiu o aproveitamento de parte da água do Rio Tietê na Usina hidrelétrica de Ilha Solteira, através do desvio pelo Canal de Barreto que interliga os lagos das duas barragens.

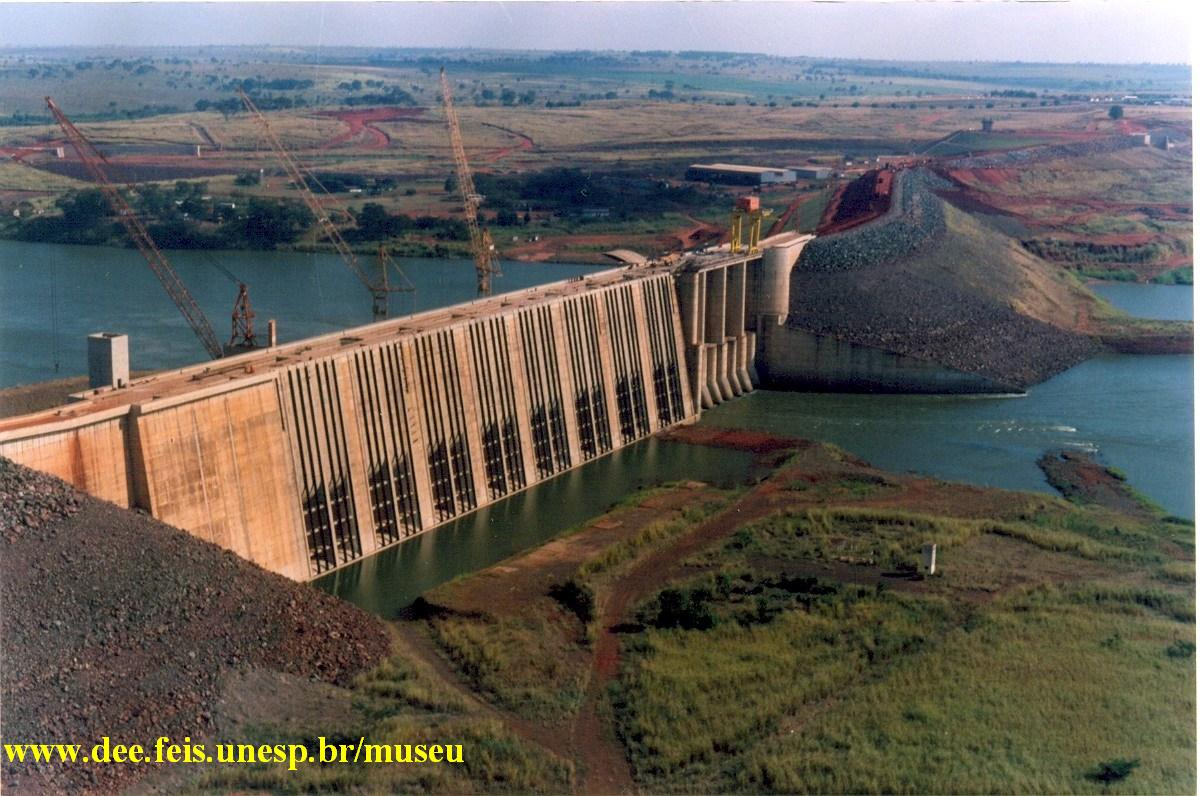
Usina durante a construção

Segundo o Operador Nacional do Sistema Elétrico (ONS) o lago da Usina Hidrelétrica de Três Irmãos, combinado com o lago Usina Hidrelétrica de Ilha Solteira, é capaz de armazenar 3,07% do volume represável pelos reservatórios do Sistema Sudeste/Centro Oeste.

## Construção
A construção da Usina Hidrelétrica de Três Irmãos, localizada no município de Pereira Barreto, no estado de São Paulo, provocou transformações significativas de ordem social, econômica e ambiental na região. Esses impactos afetaram especialmente a dinâmica de desenvolvimento local, marcada anteriormente por atividades agrícolas consolidadas a partir da colonização japonesa.
Durante a fase de construção da usina, houve uma redução tanto da população rural quanto urbana. Isso ocorreu principalmente devido à diminuição das áreas produtivas e à migração de trabalhadores em busca de empregos temporários. O emprego gerado nesse período foi concentrado em funções de curta duração, criando o fenômeno dos chamados "papafilas" – trabalhadores não qualificados em busca de oportunidades que não se concretizaram de forma estável. Após o término das obras, boa parte da população de maior renda deixou o município, permanecendo principalmente pessoas de classe média.

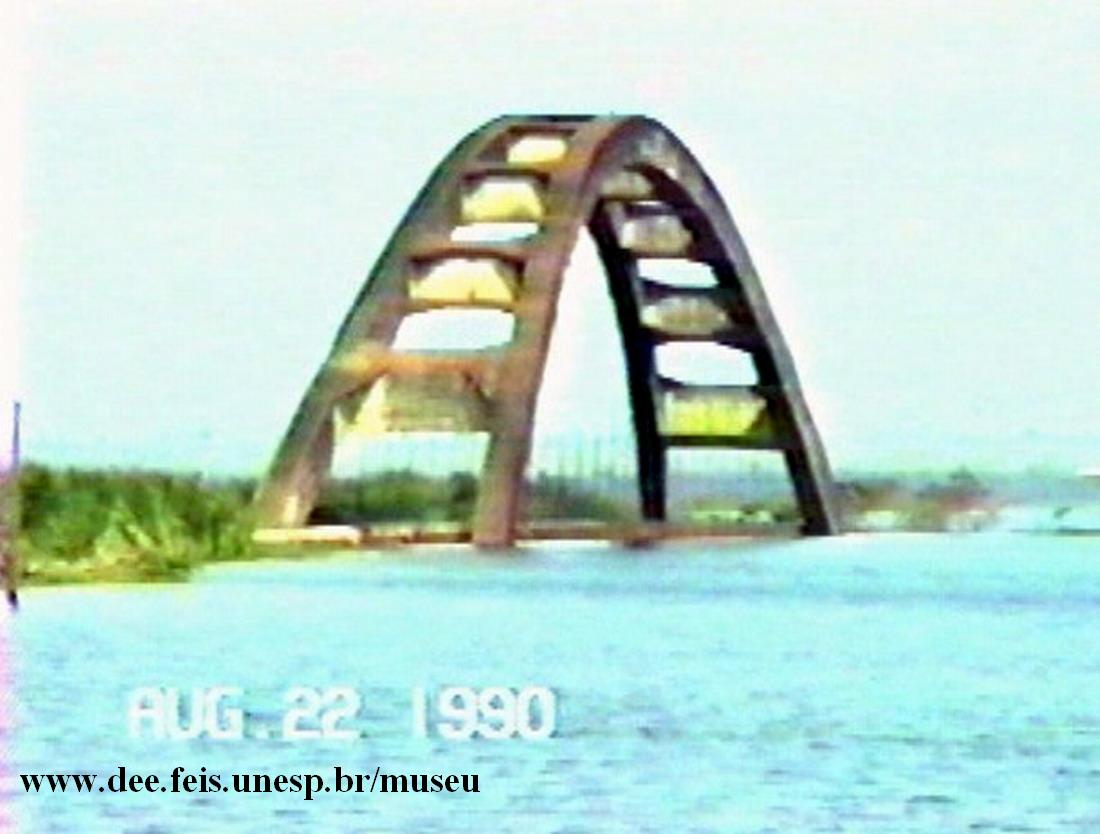
A ponte "Novo Oriente" na época em que foi construida.

Os impactos negativos se estenderam à agropecuária local, com perdas significativas em pastagens, produção agrícola e infraestrutura rural. Também houve prejuízos culturais e históricos, com a submersão de áreas de lazer e pontos turísticos locais, como cachoeiras, a "Ilha Seca", o "Murai" (uma propriedade com estilo japonês aberta à visitação) e a ponte "Novo Oriente", construída com apoio financeiro do governo japonês.
Além disso, a alteração do lençol freático provocou rachaduras em edificações locais, gerando demandas por indenizações e reassentamentos que nem sempre foram adequadamente atendidos pela CESP (Companhia Energética de São Paulo). Problemas relacionados à qualidade da água também surgiram, como a necessidade de resfriamento da água retirada de poços profundos, cuja aparência foi descrita como turva ou de aspecto duvidoso.
As indenizações por propriedades atingidas demoraram entre três a quatro anos, e muitas das novas áreas destinadas à realocação não possuíam escritura. Isso dificultou o acesso a financiamentos e investimentos futuros, contribuindo para a desvalorização dos imóveis e para a migração contínua da população local.